# Bomis

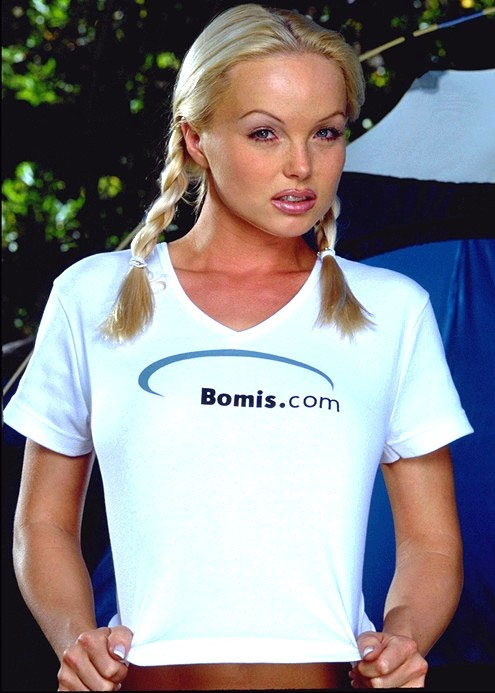
BomisのTシャツを着たシルヴィア・セイント

Bomis, Inc.（ボミス・インク）は、1996年設立のインターネット企業であり、主要事業は検索エンジンポータル「bomis.com」（2010年頃閉鎖）での広告販売であった。フリー百科事典プロジェクトNupediaおよびウィキペディアに資金援助をおこなった。2006年以来、ティム・シェルがCEO（最高経営責任者）を務めていた。

## 概要
Bomis.comでは人気のあるサーチ対象のウェブリングを作成・提供している。ウェブリングのカテゴリーは2005年現在おおまかに「かわいこちゃん」「エンターテインメント」「スポーツ」「ポルノ」「その他」および「サイエンス・フィクション」にカテゴリー分けされている。「ポルノ」「かわいこちゃん」「エンターテインメント」のカテゴリーは最も更新頻度が高く、人気も高い。加えて、Bomis社はOpen Directory Projectのサーチ・ディレクトリをコピーしたものを提供している。検索に関連するページでは広告掲載およびアフィリエイトから収益を得ている。
またBomisは2005年まで「Bomisプレミアム」（"Bomis Premium", premium.bomis.com）というウェブサイトを運営していた。これは顧客に対して上質のポルノ・コンテンツを提供するものだった。
2005年半ばまで、Bomisは"Bomis Babe Report"(Bomisのかわいこちゃん通信)という無料のブログを公開しており、これは著名人、モデル、大人向けエンターテインメント業界のニュースや論評を伝えるものであった。この"Bomis Babe Report"は「Bomisプレミアム」へ多くのリンクをはり、Bomisに新しく加わったモデルの情報を逐一伝えていた。またBomisはnekkid.infoという、エロチックな写真のフリー・レポジトリを運営しており、さらに「高精度かわいこちゃん検索エンジン」を謳う「The Babe Engine」を運営していた。これはグラマラスな写真からポルノグラフィーまで多様な写真をインデックスしたものだった。
こうしたポルノグラフィー関連と検索に加えて、Bomisは客観主義（英語版ウィキペディア"Objectivism"を参照）およびその他のリバタリアニズム的政治思想を支持するウェブサイトをホスティングしていた。この中には書籍や引用のデータベース「Freedom's Nest」、そして今や消滅した大規模な客観主義コミュニティー「We the Living」も含まれている。

## Nupediaおよびウィキペディアとの関わり
BomisはNupediaを開始し、Nupediaに従事させるために雇ったラリー・サンガーからウィキペディアのアイディアを得た。Bomisはこれらのプロジェクトにウェブスペースと帯域を提供し、これらのプロジェクトとはかかわるがドメイン名などオープンソースやオープンコンテントで無い部分を所有した。しかし、2003年6月20日、これらの所有権をウィキメディア財団に移譲する計画だと発表した。

## その後
Bomis.comは2010年頃に閲覧不能となった。
2012年12月、「Bomisに何が起こったか？」（"What Happened to Bomis?"）という質問がQuoraに寄せられ、Bomisの創業者であるジミー・ウェールズが2013年1月に以下のように回答した。
- 閉鎖する以前からBomisは更新停止となっていた[5]
- アクセス数は更新停止後に頭打ちとなり、やがて減少へ転じ、ある時期からは大幅に低下した[5]
- このため更新せずに公開し続ける価値がなくなったと判断し、閉鎖するに至った[5]